# Dembidolo
Dembidolo ili Dembi Dolo, bivši Sajo je grad na zapadu Etiopije, u Regiji Oromija u Zoni Mirab Velega. Dembidolo je udaljen oko 614 km zapadno od glavnog grada Adis Abebe, oko 700 km zapadno od regionalnog središta Adame i oko 100 km sjevernije od Gambele najvećeg grada u svojoj blizini. Dembidolo leži na nadmorskoj visini od 1,701 - 1827 metara, i najveći je grad u woredi Sajo.
Dembidolo ima Zračnu luku (ICAO kod HADD, IATA kod DEM). 
Dembidolo je poznat u Etiopiji po svojim zlatarima, i tedžu (vrsti medovine).

## Povijest
Izvorno se grad zvao Sajo, i bio je sjedište polunezavisnog kraljevstva, koje se prostiralo u području oko grada nakon 1900-ih, od 1920. Sajo je bio sjedište guvernera za ovaj dio jugozapadne Etiopije, sve do talijanske okupacije Etiopije nakon Drugog talijansko-abesinskog rata. Tijekom tog razdoblja Dembidolo je postao velik komercijalni centar za trgovinu kavom, ali i voskom i kožom, koje su se iz Dembidola izvozile preko Sudana u europske zemlje. Tako se 1930-ih godišnje izvozilo po 500.000 kg kave u zrnu.
Posljednja vojna akcija Oromskog oslobodilačkog fronta (OLF) prije propasti vojnog režima Derg zbila se u Dembidolu 1991., u njoj je ubijeno više od 700 vladinih vojnika. Nakon te akcije, OLF je preuzeo nadzor nad Dembidolom i njegovom okolicom. Međutim, kada je OLF nakon toga želio proširiti svoju vlast na cijelu Regiju Oromija sukobio se s rivalskim pokretom Oromskom narodnom demokratskom organizacijom, koja je uspjela osigurati potporu vladajuće Tigrajske narodno oslobodilačke fronte. Zbog sukoba oko vladanja, OLF se povukao iz vlade 1992., što se dugoročno pokazalo kao katastrofalno loša odluka za OLF, jer su izgubili vlast i u Dembidolu i morali pobjeći iz grada u egzil.

## Stanovništvo
Prema podacima Središnje statističke agencije Etiopije -(CSA) za 2005. grad Dembidolo imao je 35,065 stanovnika, od toga 18,129 muškaraca i 16,936 žena.